# 及川奈央の8押して2引け!
及川奈央の8押して2引け!（おいかわなおのはちおしてにひけ）は、2009年6月11日から12月17日まで、概ね週一回、インターネットコミュニティ ぽけら でストリーム配信されたトークバラエティ番組である。約半年の期間に23回配信され、ぽけらの番組構成変更に伴って終了した。

## 概要
及川奈央の冠番組で、時折ゲストを招く回以外は、すべて一人で担当。オープニング、エンディング及びコーナー間のジングル以外は、音楽をかけることがない。録音配信だが、約30分のトークはほぼ全編ノーカットで使用され、出演者の側から見れば生放送に近いと及川奈央が番組中で語っている。

## 出演者

### レギュラー
- 及川奈央 (パーソナリティ)

### ゲスト
- 古原靖久

#6のゲスト。『炎神戦隊ゴーオンジャー』でレッドを演じたことから及川奈央と交流がある。
- 平田裕香

#20のゲスト。『獣拳戦隊ゲキレンジャー』でメレを演じ、『炎神戦隊ゴーオンジャーVSゲキレンジャー』で共演したことに加え、同じぽけらで配信されていた『平田裕香のひらじお』#26(2008年12月22日)に及川奈央がゲスト出演したことが、当番組が企画される契機となった。

## コーナー
ナオ・ガッタ・メール
- #4以降、オープニングに続き、毎週最初のコーナーとして、聴取者からのメールを紹介。

本気でノンジャンル、何でもベストスリー
- #1より隔週(奇数回)。「普通なら順位付けなどしないような、思わぬジャンルについて、及川的ベストスリーを勝手に付ける」という趣旨。
- 各回のテーマとベストスリーは以下の通り。
  - #1 自分の身体で好きなところ 3位：手 2位：目(視力) 1位：身体が柔らかいこと
  - #3 無人島に持って行くもの 3位：パワーストーンと神社のお守り 2位：携帯電話 1位：大量の本
  - #3 好きな街 3位：中目黒 2位：表参道 1位：恵比寿 番外：根津
  - #5 及川文庫夏の三冊 風の歌を聴け, 西の魔女が死んだ, 対岸の彼女 番外：サプリ
  - #7 夏を感じるグッズ 3位：浴衣 2位：水着 1位：冷やし中華
  - #9 家でリラックスできる場所 3位：風呂 2位：リビングソファ 1位：ベッド
  - #11 海の家で食べたいもの 3位：バーベキュー 2位：スイカ 1位：ラーメン 番外編(ドリンク)：カルピス
  - #13 ドラゴンクエスト9 3位：一閃突きと魔神斬り 2位：テンションブースト 1位：はぐれメタル 番外：ラブおじいさん
  - #15 文房具 3位：修正テープ 2位：鉛筆 1位：鉛筆削り
  - #17 コスメ 3位：MACのグロス・アイライン・アイシャドー 2位：イプサのファンデーション・コンシーラー 1位：アヴェンヌウォーター
  - #19 飲み物 3位：牛乳 2位：ミルクティー 1位：水 番外：スターバックスのホワイトチョコレートモカ
  - #21 好きな色 3位：朝焼け色 2位：サーモンピンク 1位：水色
  - #23 #9の冬バージョン 3位：トイレ 2位：ベッド 1位：風呂

居酒屋奈央
- #2より隔週(偶数回)。仮想の居酒屋「奈央」の定番メニューとなるツマミを選定するという趣旨。
- コーナーの最初に、及川奈央が居酒屋の女将を演じる寸劇がある。
- 各回のツマミと日本酒は以下の通り。
  - #2 ツマミ：イカの塩辛 日本酒：久保田千壽
  - #4 ツマミ：缶詰 日本酒：大吟醸阿呍
  - #6 日本酒が苦手な古原靖久がゲストにつき微発泡
  - #8 ツマミ：豆腐 日本酒：車坂
  - #10 ツマミ：味覚リミックス 日本酒：明鏡止水
  - #12 ツマミ：駄菓子 日本酒：遊穂
  - #14 ツマミ：外国の漬物 日本酒：出羽桜
  - #16 ツマミ：塩 日本酒：獺祭
  - #18 ツマミ：パテ 日本酒：いちのくら花めくすず音
  - #20 ツマミ：おでん 日本酒：開運ひやおろし
  - #22 ツマミ：居酒屋の肴 日本酒：滋養強壮とろとろおやじ

トキメキの小骨
- #1より毎週最後のコーナーとして、視聴者からの恋愛相談に答える。
- 自分の恋愛経験について語ることも多い。

## エピソード
- 番組タイトル名は、#1, #2 までは『及川奈央のタイトル未定』。視聴者からの提案を募集して#3で決定。このタイトルは、及川奈央が『平田裕香のひらじお』に出演した際、恋愛のテクニックとして挙げた格言に由来する。
- #8では、今後の抱負について「和風の仕事がしたい」の一環として、日本舞踊や日本酒のＣＭ等と共に「大河ドラマ」を挙げていた。この放送の関連は明らかではないが、同年秋に撮影され翌年1月に放映された『龍馬伝』第四話に出演を果たしたことで、希望が叶ったことになる。
- #12では発情期の猫の鳴き真似という珍芸を披露した。
- #15で東京マラソンの10Kmの抽選に一般枠でエントリーした旨告知していたが、#19では落選したことを報告した。当番組の放送期間中は、しばしば体型維持の手段としても、ランニングの話題が登場していた。
- 居酒屋奈央のコーナーでは、毎回テーマとなるツマミと共に、及川奈央が実際に日本酒を飲むことが恒例となっていた。ゲストを迎える回も偶数回にあてられ、ゲストも飲食を共にする。また、二回分まとめて収録されることもしばしばあり、結果として、ほとんどの回で日本酒を飲んでいたことになる。